# 2008 en Biélorussie
Cet article présente les faits marquants de l'année 2008 en Biélorussie.

## Évènements
- Jeudi 12 mars 2008 : : crise diplomatique entre la Biélorussie et les États-Unis. L'ambassadrice Karen B. Stewart quitte la Biélorussie à la suite des sanctions décrétées par le département d'État américain à l'encontre de la république[1].

- Jeudi 30 avril 2008 : le secrétariat d'État américain décide de fermer son ambassade à Minsk et demande la fermeture de l'ambassade et du consulat de Biélorussie à Washington et à New York.

- Mercredi 24 décembre 2008 : le président Alexandre Loukachenko annonce que le prix du gaz russe livré au pays sera réduit de 2,5 à 3 fois en 2009.